# 傅军
傅军（1957年—），男，汉族，中华人民共和国企业家、政治人物，中国共产党党员，曾任全国工商联副主席、新华联集团董事局主席兼总裁、第十一届全国政协委员。

## 生平
2008年，当选第十一届全国政协委员，代表中华全国工商业联合会，分入第二十二组。2018年1月，当选第十三届全国政协委员。